# Arcanum Újságok
Az Arcanum Újságok (2024. május előtt Arcanum Digitális Tudománytár, röviden ADT) egy magyar nyelvű digitális könyvtár, amely régi kézikönyveket, folyóiratokat, napi- és hetilapokat tesz közzé az interneten. A dokumentumok mintegy 10 százaléka ingyenesen hozzáférhető, a fennmaradó 90 százalék azonban csak előfizetési díj ellenében érhető el. Az Arcanum működtetője az Arcanum Adatbázis Kft.

## Története
Bár a kiadó 1989 óta működik, az internet szélesebb körű elterjedését megelőzően CD-n és CD-ROM-on adtak ki digitalizált műveket. 2014-ben indult el az Arcanum Digitális Tudástár (ADT), ahol összevonták a korábban megjelent digitalizált oldalakat, és egységes felületen tettek előfizetéses rendszerben hozzáférhetővé mintegy tízmillió oldalnyi nyomtatott dokumentumot (jellemzően sajtótermékeket).
2018-ban Arcanum Kézikönyvtár néven ingyenesen hozzáférhetővé tették azokat a kézikönyveket, amelyeket a kiadó korábban adathordozókon megjelentetett. Ezek jellemzően – de nem kizárólag – régi, lejárt szerzői jogi védettségű lexikonok, verseskötetek, bibliák stb. Maga az Arcanum nem ad ki saját műveket, csak korábban megjelent kiadványok digitalizált kópiáit teszi elérhetővé.
Nem tartozik az Arcanum weboldalhoz, de az azonos nevű kiadóvállalat működteti a Hungaricana közgyűjteményi és a Mapire térképgyűjteményi portált is.
Az ADT 2019 végéig ingyenesen elérhető volt az Elektronikus Információs Szolgálat csomagján keresztül a magyarországi egyetemeken, könyvtárakban és más közművelődési intézményekben. A január 1-jén megszűnő hozzáférést az Arcanum egyoldalúan meghosszabbította március közepéig, majd a koronavírus-járvány miatt március 16-ától egy hónapig mindenki számára ingyenessé vált az oldal. A Fővárosi Szabó Ervin Könyvtár olvasói számára 2021. október 31-ig távolról, online is elérhető volt az ADT teljes adatbázisa, azóta pedig a könyvtárakból, helyben használattal (vagy egyéni előfizetéssel) böngészhető.
2024. október 25-én az adatbázis 68.930.814 oldalnyi anyagot tartalmazott digitalizált formában.

## Kritikák
Az optikai karakterfelismerésből adódik, hogy a régi, nyomtatott lapok egyes betűit a gép nem ismeri fel, vagy más betűt vél felismerni a digitalizálás során. Ilyen esetben a szöveg kereshetősége csökken, hiszen a felhasználó által beírt karakterláncot összevetve a hibásan digitalizált dokumentummal, a kereső nem talál egyezést, vagyis annak ellenére, hogy a szöveg benne van a vizsgált dokumentumban, a keresés azt nem adja ki találatként.
A digitalizált folyóiratok sok esetben nem teljesek, így egyes lapszámok nem kerülnek be a rendszerbe. A hiányzó oldalakról – lapszámokról, egész évfolyamokról – a kiadó részletes listát tett közzé; a felajánlások függvényében ezek digitalizálását utólag pótolja.